# Bucculatrix asphyctella
Bucculatrix asphyctella là một loài bướm đêm thuộc họ Bucculatricidae. Nó được tìm thấy ở Úc.